# Chrysosoma caelicus
Chrysosoma caelicus är en tvåvingeart som beskrevs av Octave Parent 1932. Chrysosoma caelicus ingår i släktet Chrysosoma och familjen styltflugor. Inga underarter finns listade i Catalogue of Life.